# Confédération révolutionnaire des anarcho-syndicalistes
Notes
Nom natif Конфедерация революционных анархо-синдикалистов (KPAC-MAT)
Konfederatsiya Revolyutsionnikh Anarkho-Sindikalistov (KRAS-IWA)
Confédération révolutionnaire des anarcho-syndicalistes (CRAS) est la section russe de l'Association internationale des travailleurs et  a pour but de développer le mouvement anarchiste et syndicaliste, afin de faciliter le passage de la société capitaliste moderne à une société communiste libertaire.
Le nom est un jeu de mots, KRAS (les initiales en russe) signifiant "rouge" mais aussi "beau".[réf. nécessaire]

## Bref historique de l'organisation
La confédération révolutionnaire des anarcho-syndicalistes a été créée le 5 août 1995 à l'occasion de son  congrès fondateur qui s'est tenu à Moscou. Sa création résulte de longues recherches de solutions pour développer et redynamiser le mouvement anarchiste en Russie. Ces recherches ont commencé dans les années 1980 dans l'ancienne Union soviétique.
Dans les années 1989-1991, le mouvement anarchiste, qui se développait au sein de la Confédération des Anarcho-Syndicaliste (KAC), est secoué de dissensions dans la mesure où les futurs membres du CRAS jugeaient la KAC trop réformiste, et même, pour certains, axée sur la lutte contre une forme d'organisation communiste.

« La KAC prônait l'inaction, et son rejet de l'économie de marché n'était pas suffisamment clair pour coller à l'idée "classique" de l'anarcho-syndicalisme en tant qu'idée radicale, qui promeut l'utilisation de méthodes "d'actions directes" (grèves, sabotages, fermetures de routes, etc) »

Compte tenu des dissensions idéologiques internes, une première séparation intervient en 1990 et voit naître l'Association des mouvements anarchistes (АДА), puis l'Initiative anarchiste révolutionnaire, en 1991. Ce fut la première tentative pour contrer la KAS, trop axée sur le marché.
Le congrès fondateur de CRAS a adopté les grandes lignes de l'orientation idéologique de l'organisation "sur la situation en Europe de l'Est et en Asie du Nord, et les problèmes rencontrés", "sur la résistance au militarisme", "sur la résistance à la menace fasciste" et "sur les relations avec les autres groupes libertaires".
En août 1996, le second congrès du CRAS, qui s'est tenu à Gomel en Bielorussie, a confirmé la volonté d'adhérer à l'Association internationale des travailleurs. Des délégués ont donc été envoyés au congrès de l'AIT, qui devait se tenir en décembre de la même année. L'entrée officielle au sein de l'AIT se fit en 1997, lors du troisième congrès du CRAS à Lviv, en Ukraine.
Les militants du CRAS ont apporté un soutien actif et une assistance technique à un certain nombre de mouvements de grève. En 1995, la confédération a soutenu la grève des enseignants de la région de Moscou. Dans les années suivantes, elle a participé aux grèves des ouvriers de l'usine Rostselmash à Rostov-sur-le-Don, et celles de l'usine Yasnogorsk Machine-Building Plant (YMZ) à Iasnogorsk, qui était occupée et dirigée par une assemblée de travailleurs (1999). Le CRAS a aussi participé à bâtir la grève des travailleurs non-résidents à Moscou en 1999.

« Les militants AIT de KRAC ont fourni le plus d'aide possible aux grévistes YMZ. Ils ont salué l'auto-gestion de l'usine par l'assemblée générale des travailleurs comme une manifestation vivante de solidarité et d'autonomie, à l'encontre de la volonté gouvernementale. Les anarcho-syndicalistes ont organisé une campagne internationale de solidarité avec l'équipe YMZ. Les lettres, l'assistance matérielle, sont arrivés de plusieurs pays. Un dépliant a été publié grâce à eux, afin de briser le blocus de l'information orchestré par l'administration de la ville. »

La CRAS étant anti-militariste, elle participa à la lutte contre la guerre de Tchétchénie, contre celle d'Ossétie du Sud ainsi que contre tous les autres rassemblements militaires. La confédération a également été à l'origine de l'Union Interprofessionnelle des Travailleurs à Baikalsk en Sibérie.
En 2007-2008, la CRAS participa aux mouvements contre le projet de construction de la région de Moscou (région de marais). Le 16 septembre 2007, avec des militants de l'Avtonomnoe Deystvie et un certain nombre d'anarchistes indépendants moscovites, elle organisa un piquet de grève retardant la construction de la zone des marais.
De 2000 à 2009, la Confédération connait des problèmes internes, et il finit par ne rester d'elle que l'organisation de Moscou. Mais, à partir de fin 2008, une issue à la crise fut trouvée et de nouvelles personnes y adhérèrent, hors de la région de Moscou. En septembre 2008, l'Union Interprofessionnelle des Travailleurs fut exclue pour anti-syndicalisme et soutien aux idées ethno-différencialistes.
En conformité avec les principes organisationnels du CRAS, les militants s'entretiennent avec un certain nombre d'autres militants syndicaux, afin de créer une entente, dont la nécessité a été rappelée lors du quatrième congrès de la confédération.

## Les fondements idéologiques
« Le premier congrès de la CRAS la définit comme une association libre, anarchiste, ayant pour but l'instauration du communisme. Le moyen d'y parvenir qu'elle a choisi est le Syndicalisme Révolutionnaire, qui est pour elle un mouvement de masse des travailleurs fondé sur les principes de l'anarchisme. Elle estime que sa tâche primaire est d'aider à constituer la classe des travailleurs en tant que classe révolutionnaire, de créer des syndicats indépendants qui peuvent combattre à la fois pour les intérêts de chacun quotidiennement, mais aussi pour la Révolution sociale. La CRAS adhère aux idées de l'AIT (dont elle est membre, depuis 1996), tant au niveau des programmes de lutte qu'au niveau de l'organisation. L'organisation rejette toute autorité dirigeante, tout parti politique, elle rejette bien sûr le capitalisme, mais aussi toute "idéologie" et planification. Elle n'utilise que des méthodes d'auto-organisation et d'action directe. »

Au sein de la confédération ne peuvent être admis ceux qui exploitent par le biais du travail salarié, ainsi que les membres de partis politiques. Cette organisation n'a pas de leader, ni de permanents rémunérés, tous les membres sont égaux dans leurs droits et leurs responsabilités.

« La CRAS refuse toute participation aux élections, et n'est pas impliquée dans la lutte pour le pouvoir. Sa stratégie est de soutenir et de promouvoir la résistance sociale contre le système. Elle soutient donc l'auto-organisation des travailleurs, et veut un système dans lequel chacun se gouverne lui-même. »

La confédération refuse de s'allier avec d'autres organisations politiques, mais coopère avec certains mouvements idéologiquement proches : "il s'agit d'interaction dans les protestations immédiates, dont les objectifs ne contredisent pas nos paramètres idéologiques".

### Organisation
La CRAS est fondée sur les principes de confédération. Elle inclut donc différents groupes, qui se distinguent des membres individuels. Elle tient beaucoup à "l'autonomie interne totale" en ce qui concerne les principes d'organisation.

« Les décisions sont prises soit par le congrès, soit par consultation interne des membres. Chaque membre peut demander à soumettre une proposition à débattre au congrès. »

Aujourd'hui, le noyau de la CRAS se trouve à Moscou, sous la forme de 3 syndicats :
- Syndicat des Travailleurs de l'Éducation et des Sciences
- Union Interprofessionnelle des Travailleurs
- Syndicat de Renseignement pour le Personnel Formé et la Culture

Les membres de la CRAS ont néanmoins leurs activités spécifiques. L'action d'un groupe est autonome, mais doit rester fidèle aux principes de la KRAC et de l'AIT pour obtenir leur soutien.

## Publications
La Confédération Révolutionnaire des Anarcho-Syndicalistes publie le journal Pryamoye Deystviye (Action Directe) ainsi que la revue Libertarnaya Mysl (La Pensée Libertaire).
Elle a également publié plusieurs brochures telles que Un programme positif anarchiste (de G. Hadjieva), Qu'est ce que l'anarcho-syndicalisme ?, par P. Bunce et E. Deschamps. De 2003 à 2008, elle a publié le journal Étoile Noire. Ils émettent aussi depuis 1998 un Bulletin périodique du mouvement ouvrier nouveau. Dans les années 2000, les membres ont également participé à l'édition de l'initiative des étudiants et scientifiques Hérétique.

## Congrès
- 5 aout 1995, Moscou (Congrès constitutif)
- 24-25 août 1996, Gomel (Biélorussie)
- 29 août 1997, Lviv (Ukraine)
- 3-4 octobre 2009, Moscou (Russie)
- 25-26 septembre 2010, Moscou (Russie)